# 1+1=1
1+1=1 is een compositie van de Italiaan Pierluigi Billone. Het is geschreven voor twee basklarinetten. De titel is een citaat uit de film Nostalghia van Andrej Tarkovski, waarbij de nietsnut Domenico vertelt: Eén druppel + één druppel maakt één grotere druppel en niet twee druppels.

## Compositie
Billone heeft dit gegeven toegepast in een concertvullend werk voor twee basklarinetten. De bespelers moeten zich in dezelfde ruimte bevinden met een maximale afstand tussen de twee bespelers, met een maximum afstand van 15 m. Die 15 m is de afstand waarbij twee klinkende basklarinetten als zij zo zacht spelen als mogelijk er toch interferentie plaatsvindt. De 1+1=1 betreft het feit dat de twee musici, ook al speelt er één niet, elkaar blijven beïnvloeden en uiteindelijk tot één klank komen. De akoestiek van het werk is steeds in onbalans, want soms trekt de één de aandacht en dan weer de andere, Daarbij kan het zijn dat de ene klarinettist noten voortbrengt terwijl de ander alleen de luchtkolom in beweging brengt (muziek zonder muzikale klank). Ook het percussie-element van de kleppen of met de tong het mondstuk aanslaan behoort tot de muzikale ingrediënten. De muziek is genoteerd over twee notenbalken (als bij een pianowerk); in de ruimte daartussen de aanwijzingen voor andere zaken.
Ook de luisteraar moet zich inspannen. Door de steeds optredende onbalans wordt zijn aandacht steeds weer afgeleid. Afhankelijk van waar hij zich bevindt, hoort hij sommige tijd niets. De luisteraar kan zich namelijk bevinden op een plek in de zaal, die buiten het geluidsbereik van beide instrument bevindt, terwijl zijn buurman nu net wel weer bijvoorbeeld één instrument kan horen. Een volgend moment wordt hij overdonderd door geluid van beide klarinetten. De componist raadt dan ook de opname, die op de grens van 2007 bij Kairos verscheen, op verschillende plaatsen in de ruimte te beluisteren, zodat de verhoudingen tussen beide klarinetten bij elke keer beluisteren verschillend is.
De compositie bestaat wel uit delen, maar wordt continu uitgevoerd, alleen een tijdsaanduiding wordt gegeven (14:47; 4:39; 12:50; 5:51; 6:50; 12:21; 6:22 en 6:20)